# Ludwig Frankenthal
Ludwig Frankenthal (* 27. November 1881 in Schwanfeld; † 14. Oktober 1944 im KZ Auschwitz) war ein deutscher Chirurg jüdischer Herkunft, der von 1928 bis 1938 als Chefarzt des Israelitischen Krankenhauses in Leipzig wirkte. Außerdem war er aufgrund seiner 1928 geschlossenen Ehe mit Ilse Hinrichsen (1904–1987) der Schwiegersohn des bekannten Leipziger Verlegers Henri Hinrichsen (1868–1942).

## Leben und Wirken
Frankenthal begann nach seinem Abitur in Nürnberg 1906 ein fünfjähriges Medizinstudium an der Universität München. Er promovierte 1911 mit einer Dissertation über Nierentumoren und erhielt 1912 die ärztliche Approbation. Danach arbeitete Dr. Frankenthal als Assistenzarzt in Hamburg und Berlin, ehe er im Ersten Weltkrieg als Chirurg einer Sanitätskompanie in den Lazaretten Elsass-Lothringens arbeitete.
An der Front konnte er an verschütteten Soldaten spezifische Muskelveränderungen erkennen, die er in seinen späteren Publikationen als Verschüttungssyndom bezeichnete. Nach dem Krieg erhielt Ludwig Frankenthal eine Anstellung an der chirurgischen Universitätsklinik in Leipzig. 1928 übernahm er gemeinsam mit dem Internisten Pascal Deuel (1885–1932) die Leitung des auf Spenden der Familie von Chaim Eitingon begründeten Israelitischen Krankenhauses.
Ebenfalls im Jahr 1928 heiratete Ludwig Frankenthal seine langjährige Lebensgefährtin Ilse Hinrichsen (1904–1987), die eine Tochter des bekannten Verlegers Henri Hinrichsen war und ihm den gesellschaftlichen Aufstieg ins Leipziger Bürgertum ermöglichte. Aus der bis zu seiner Verhaftung glücklichen Ehe gingen die zwei Söhne Günther (1929–1945) und Wolfgang (1931–1944) hervor.
Neben seiner Arbeit als Chefarzt am Israelitischen Krankenhaus veröffentlichte Dr. Frankenthal ungefähr 50 medizinische Beiträge in Fachzeitschriften, wobei er sich häufig mit den Erscheinungen des Verschüttungssyndroms beschäftigte. Er erkannte als Erster, dass die spezifische Muskelschädigung infolge der lang andauernden Gewalteinwirkung von außen mit einem Übertritt des Muskelfarbstoffs in Blut und Urin verbunden sein kann und dies wiederum ein lebensbedrohendes Nierenversagen nach sich ziehen wird. Der vollzogene Übertritt des Muskelfarbstoffs in Blut und Urin ist für den Arzt am schwarzroten Urin des Patienten zu erkennen. Diese Erkenntnisse Frankenthals wurden schon vor dem Ersten Weltkrieg bei Opfern von Häusereinstürzen beobachtet, Frankenthal diagnostizierte jedoch das Verschüttungssyndrom erstmals bei Soldaten des Ersten Weltkriegs als Massenphänomen. Seine Beobachtungen aus den Jahren 1916 bis 1918 und die darauf beruhenden späteren Veröffentlichungen werden heute bei der Bergung und Ersten Hilfe von Erdbebenopfern, Verschütteten in Bergschächten oder Kriegsopfern angewandt.
Die Nationalsozialisten gestatteten Ludwig Frankenthal seit 1937 keine Publikationen mehr. Er verlor im Juli 1938 aufgrund der Vierten Verordnung zum Reichsbürgergesetz als jüdischer Arzt seine Approbation und durfte nur noch als so genannter „Krankenbehandler“ arbeiten. Nach den Novemberpogromen 1938 wurde Dr. Frankenthal verhaftet und ins KZ Buchenwald gebracht, von wo aus er in den nächsten Jahren über mehrere andere Konzentrationslager ins Ghetto nach Theresienstadt deportiert wurde.
Nach Angaben des Niederländischen Roten Kreuzes wurden von dort aus Ludwig Frankenthal und sein jüngster Sohn Wolfgang am 12. Oktober 1944 in das KZ Auschwitz überführt, wo sie zwei Tage später ermordet wurden. Frankenthals ältester Sohn Günther kam am 28. Februar 1945 in der Umgebung von Auschwitz ums Leben. Seine Witwe Ilse Frankenthal-Hinrichsen gelang es in die Niederlande zu entkommen, wo sie bis zu ihrem Tod am 30. Juli 1987 in Brunssum lebte. Sie engagierte sich dort für Kunst und wurde 1975 Ehrenbürgerin ihrer neuen Heimatstadt. Deutschland hat sie nie wieder besucht.
Infolge der deutschen Luftangriffe auf London im September 1940, die zu zahlreichen Verschüttungsopfern führten, griffen englische Ärzte auf Frankenthals frühere Publikationen zu Verschüttungen zurück. Sie veröffentlichten die Forschungsergebnisse Dr. Frankenthals über das „crush syndrome“ im gesamten angelsächsischen Sprachraum, so dass er dort posthum als Arzt und Wissenschaftler anerkannt wurde.

## Veröffentlichungen (Auswahl)
- Die Tumoren der Niere an der Chirurgischen Universitätsklinik seit dem Jahre 1902, Medizinische Dissertation, München 1911
- Über Verschüttung, in: Virchows Archiv für pathologische Anatomie und Physiologie und für klinische Medizin, 222/1916, S. 332ff.
- Zur Frage der Verschüttung, in: Centralblatt für Allgemeine Pathologie und Pathologische Anatomie, Beiheft zu Band 27, 1916, S. 12
- Bedeutung des Erkennens der Quadrizepsruptur und ihrer Behandlung für den praktischen Arzt, in: Münchener Medizinische Wochenschrift 75/1928, S. 563ff.
- Deckung des Defektes der Hohlhandhaut durch die Kleinfingerhaut bei der Dupuytren’schen Kontraktur, in: Zentralblatt für Chirurgie, 64/1937, S. 211ff.